# Domingoa nodosa
Domingoa nodosa är en orkidéart som först beskrevs av Célestin Alfred Cogniaux, och fick sitt nu gällande namn av Rudolf Schlechter. Domingoa nodosa ingår i släktet Domingoa och familjen orkidéer. Inga underarter finns listade i Catalogue of Life.